# فلافيا كامب كانفيلد
فلافيا كامب كانفيلد (بالإنجليزية: Flavia Camp Canfield) (28 يناير 1844 - 12 أغسطس 1930)؛ روائية أمريكية.